# Allsvenskan 1972
L'edizione 1972 del campionato di calcio svedese (Allsvenskan) vide la vittoria finale dell'Åtvidabergs FF.
Capocannoniere del torneo furono Ralf Edström e Roland Sandberg (Åtvidabergs FF), con 16 reti.

## Classifica finale
|    | Classifica      | G  | V  | N  | P  | GF | GS | Punti |
| -- | --------------- | -- | -- | -- | -- | -- | -- | ----- |
| 1  | Åtvidaberg      | 22 | 15 | 3  | 4  | 65 | 22 | 33    |
| 2  | AIK             | 22 | 11 | 10 | 1  | 41 | 24 | 32    |
| 3  | Öster           | 22 | 11 | 4  | 7  | 37 | 24 | 26    |
| 4  | IFK Norrköping  | 22 | 9  | 6  | 7  | 34 | 32 | 24    |
| 5  | Örebro          | 22 | 8  | 7  | 7  | 31 | 30 | 23    |
| 6  | Malmö FF        | 22 | 9  | 5  | 8  | 27 | 26 | 23    |
| 7  | Djurgården      | 22 | 8  | 5  | 9  | 41 | 39 | 21    |
| 8  | Landskrona BoIS | 22 | 6  | 9  | 7  | 29 | 29 | 21    |
| 9  | Örgryte         | 22 | 7  | 6  | 9  | 21 | 31 | 20    |
| 10 | Hammarby        | 22 | 5  | 7  | 10 | 30 | 47 | 17    |
| 11 | GAIS            | 22 | 4  | 4  | 14 | 32 | 56 | 12    |
| 12 | Halmstad        | 22 | 2  | 8  | 12 | 14 | 42 | 12    |

### Verdetti
- Åtvidabergs FF campione di Svezia 1972.
- Halmstads BK retrocesso in Division 2.